# Hacking Democracy
Hacking Democracy es un documental rodado en el 2006 por Russell Michaels, Simon Ardizzone, y Robert Carrillo Cohen emitido en la HBO. Rodado durante tres años, documenta las investigaciones de ciudadanos estadounidenses sobre las anomalías y las irregularidades con el sistema de voto electrónico que ocurrieron durante las elecciones presidenciales a los EE. UU. en el año 2000 y 2004, especialmente en el Condado de Volusia (Florida).